# 러셀 글리슨

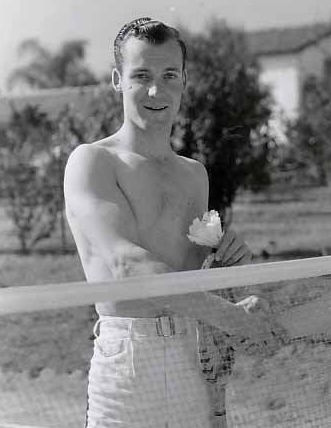

러셀 글리슨(Russell Gleason, 1907년 2월 6일 ~ 1945년 12월 26일)은 미국의 배우, 영화배우이다.
포틀랜드에서 태어났으며 뉴욕에서 사망하였다.

## 영화
- 미트 더 피플 (1944년)
- 스윙 피버 (1943년)
- 서부 전선 이상 없다 (1930년)